# Digenvez
Digenvez ist eine 2020 gegründete Funeral-Doom-Band.

## Geschichte
Der französische Musikers ‚Emzistruj‘ gründete Digenvez als ein Soloprojekt, das er neben seinem Depressive-Black-Metal-Projekt Obscure unterhält. Ziel sei ein sich von dem bisherigen Schaffen absetzendes Debüt und eine Fokussierung auf „Einsamkeit, Traurigkeit, Depression, Selbstmord, Verlust und Trauer,“ damit wollte ‚Emzistruj‘ einen neuen Ausgangspunkt für den angestrebten Ausdruck seiner Emotionalität setzten.

„A kind of new debut, that allow me to make one more step closer to my tomb.“

„Eine Art neues Debüt, mit dem ich meinem Grab einen weiteren Schritt näher kommen kann.“

Dies Debüt Lizher-kañv erschien 2020 über GS Productions. Das Album galt Rezensenten als „durchaus gelungen, aber nicht hervorstechend im Genre.“

## Stil
Die Musik von Digenvez wird dem Funeral Doom zugerechnet. Jazz Styx beschreibt die Musik für das Webzine Stormbringer.at als „weitgehend im Rahmen der funeral-doom’schen Genregrenzen.“ Die Atmosphäre sei derweil urbaner und geschäftiger als im Genre üblich. Growling, ein präsentes Gitarrenspiel und Regen-Samples grenzen den Grundton graduell vom atypischen Funeral Doom ab. Dieses Stereotyp wird als atmosphärischer „Mangel an Lebensfreude“, der „[d]epressiv bis nihilistisch dröhnt und rauscht“ beschrieben. Musikalisch ordne sich die Band damit einer „Mischung aus Death Metal und doomiger Langsamkeit“ zu.

## Diskografie
- 2020: Lizher-kañv (Album, GS Productions)